# Rhinocypha turconii
Rhinocypha turconii är en trollsländeart som beskrevs av Selys 1891. Rhinocypha turconii ingår i släktet Rhinocypha och familjen Chlorocyphidae. Inga underarter finns listade i Catalogue of Life.